# ドホーク
ドホーク（クルド語: دهۆك、アラビア語: دهوك、シリア語：ܢܘܗܕܪܐ）は、イラクのドホーク県の都市である。
クルド語では、ドゥホク或いはディホクという。
イラク北部にあり、クルディスタン地域にあるドホーク県の県都である。
2015年7月1日の人口は33万600人。
クルド人とアッシリア人が大多数を占める。
市の名前は、クルド語の方言のひとつであるクルマンジーで"小さな村"の意味である。
チグリス川に沿って山々が取り囲み、観光産業が発展してきた。

## 歴史
紀元前25世紀～紀元前22世紀の間に、アッカド帝国やシュメール、アッシリア人、アムル人、グティ人、フルリ人、ハッティ人と何度も支配者が変わった。
紀元前21世紀、アッシリアに征服された。
7世紀、新興勢力であるムスリムに征服された。
1236年、クルド人のハサン・ベグ・サイファディンがバディナン公国を建国し、ドホークは重要な都市になった。

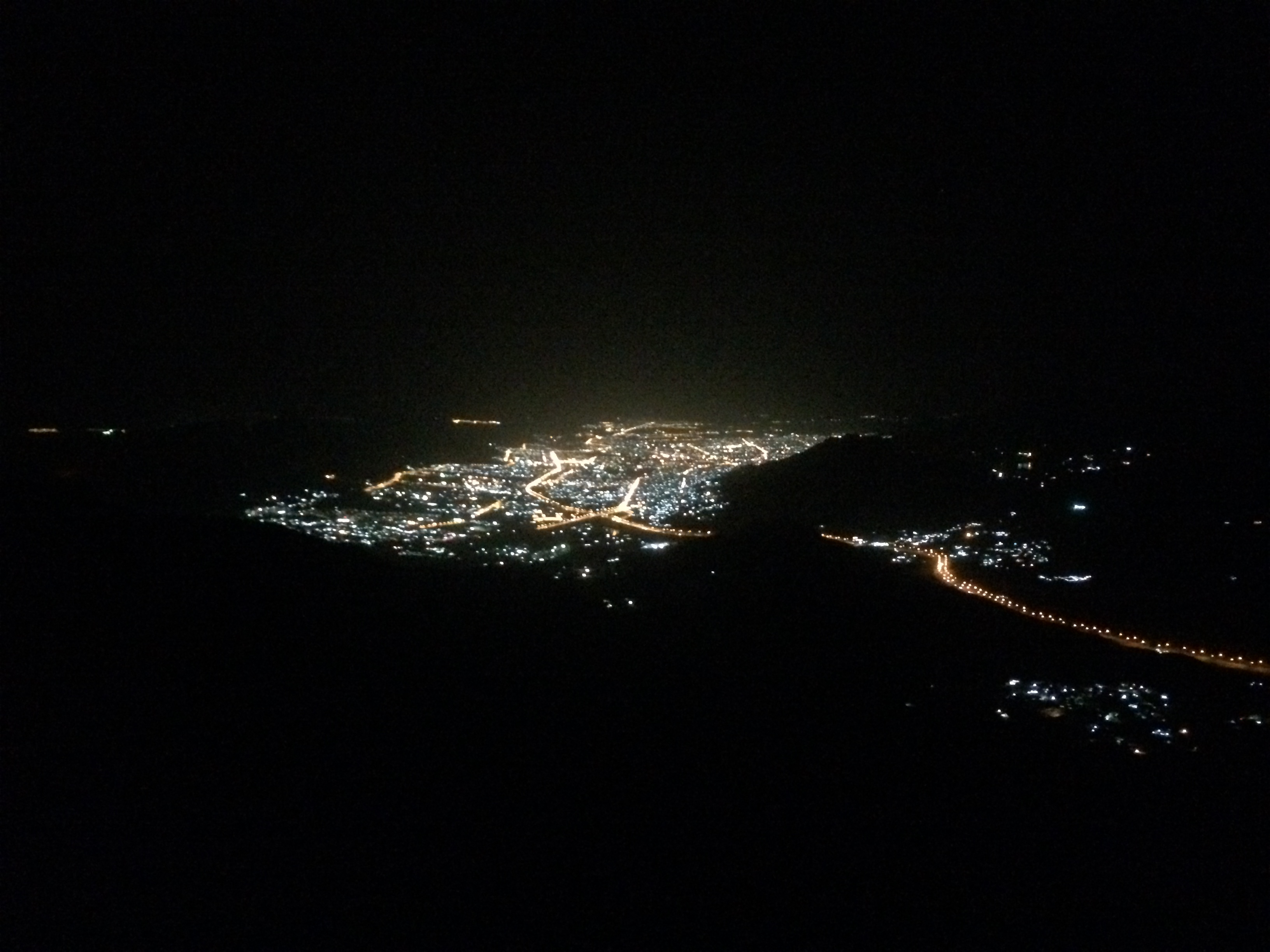
ドホークの夜景

1842年、オスマン帝国が公国を滅ぼし、モスルの一部とされた。
1920年、当時イラクに5校だけだった女子が通える小学校が有った。
2005年9月22日～24日、ドホークで初めてクルド文化祭が開催され、国中からクルド人作家が招待された。
2014年、ISILに征服された。

## スポーツ
- ドホークSC

## 姉妹都市
- ゲインズビル （アメリカ合衆国 フロリダ州）